# Dique Holandês de Salvador

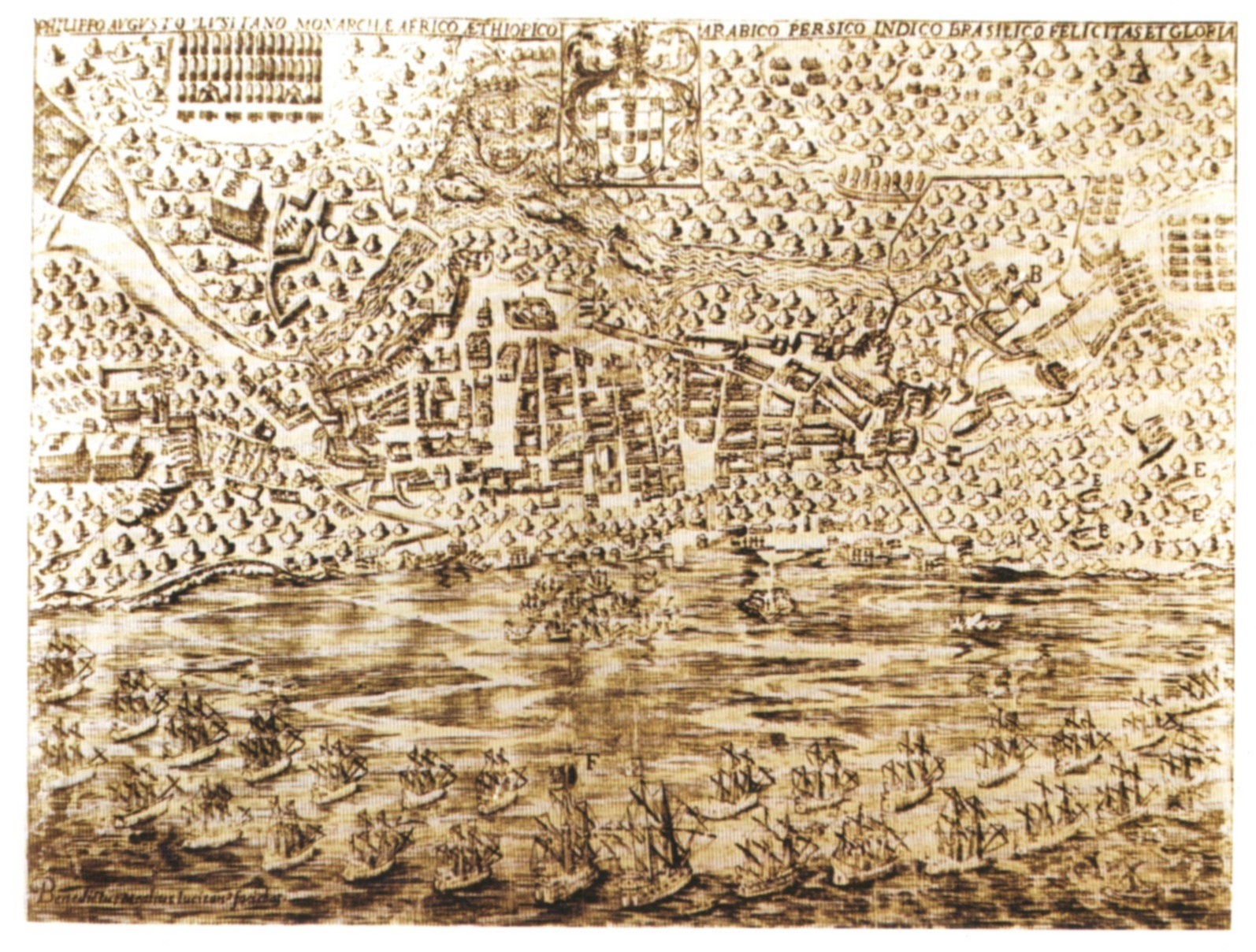
"Jornada dos Vassalos da Coroa de Portugal" (Benedictus Mealius Lusitanus, 1625).

O Dique holandês de Salvador, também referido como Dique Pequeno, localizava-se no limite norte da Cidade Alta, em Salvador, no estado da Bahia, no Brasil.

## História
Esta estrutura, com função defensiva, encontra-se relacionada por BARRETTO (1958), que reporta ter sido erguida por forças holandesas no contexto da primeira das Invasões holandesas do Brasil (1624-1625), para defesa complementar do limite norte de Salvador, então capital do Estado do Brasil. Para esse fim foram represadas as águas dos vales nas proximidades do Convento de São Francisco, nomeadamente as do rio das Tripas.
Encontra-se cartografado por João Teixeira Albernaz, o velho ("Planta da Restituição da Bahia", 1631. Mapoteca do Itamaraty, Rio de Janeiro). Era defendido, no seu braço superior, pelo Fortim Camarão (BARRETTO, 1958:180).
Com o final do conflito e o desenvolvimento urbano da cidade, esse dique deixou de existir, sendo desde então as águas canalizadas pela antiga rua da Vala, atual Baixa do Sapateiro (op. cit., p. 187-188).
Posteriormente foi construído em Salvador um novo dique, também com função de defesa: o Dique do Tororó.